# Vranovice (kraj południowomorawski)
Vranovice – gmina w Czechach, w powiecie Brno, w kraju południowomorawskim. 1 stycznia 2014 liczyła 2158 mieszkańców.